# Traslav
Traslav (Leptogium lichenoides) är en lavart som först beskrevs av L., och fick sitt nu gällande namn av Alexander Zahlbruckner. Traslav ingår i släktet Leptogium och familjen Collemataceae.  Arten är reproducerande i Sverige. Inga underarter finns listade i Catalogue of Life.
I den svenska databasen Dyntaxa används istället namnet Leptogium pulvinatum för samma taxon.  Arten är reproducerande i Sverige.

## Källor

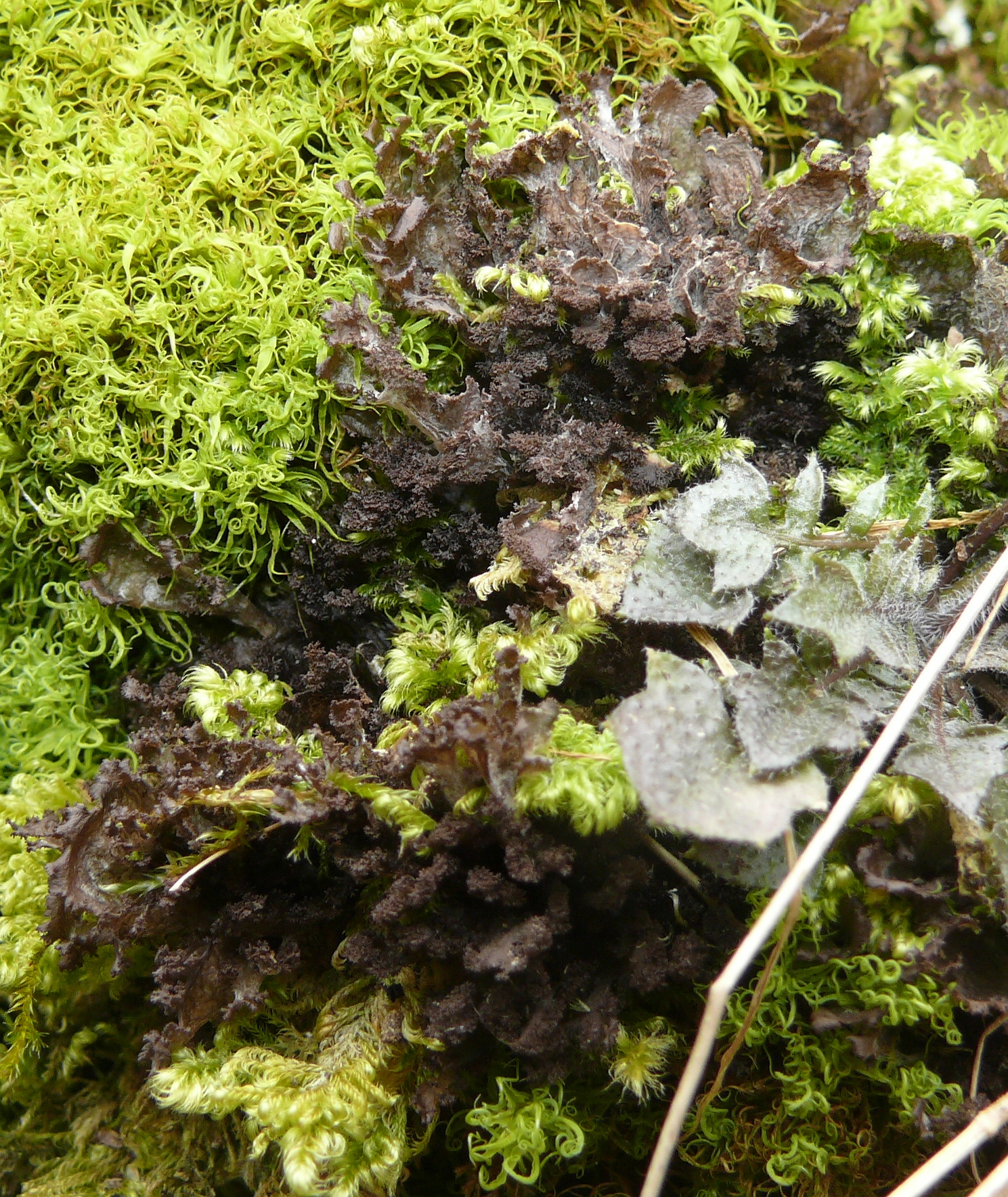
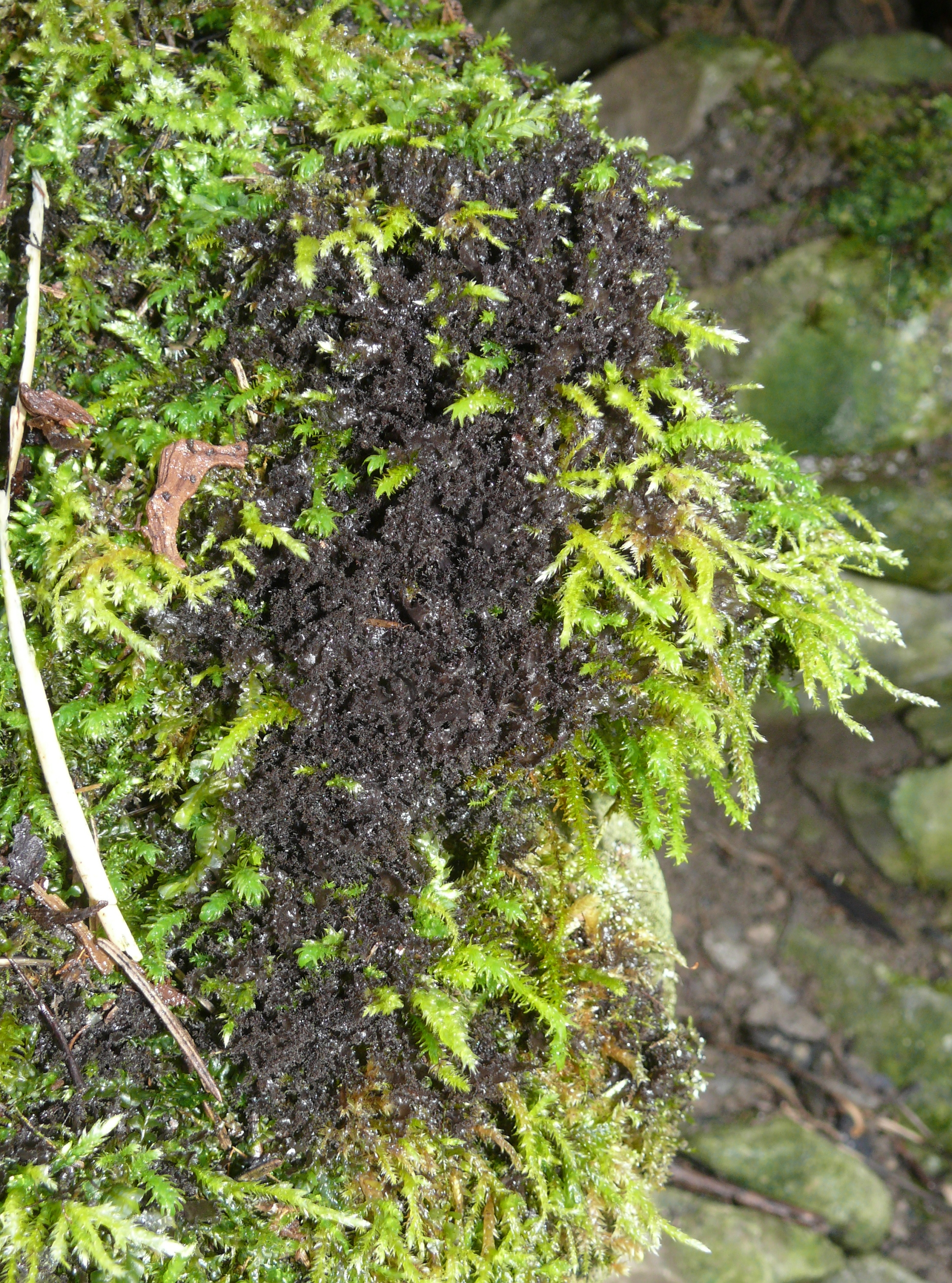
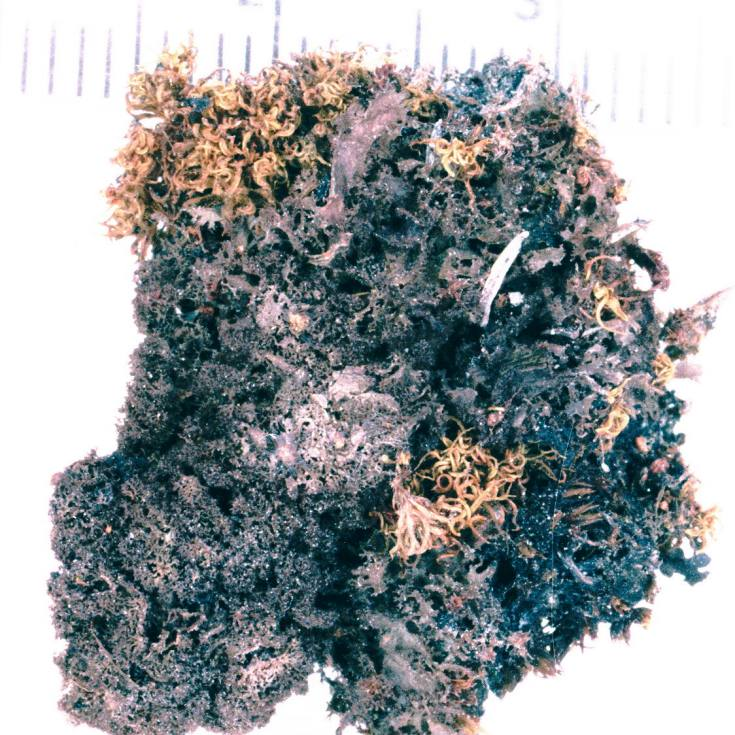
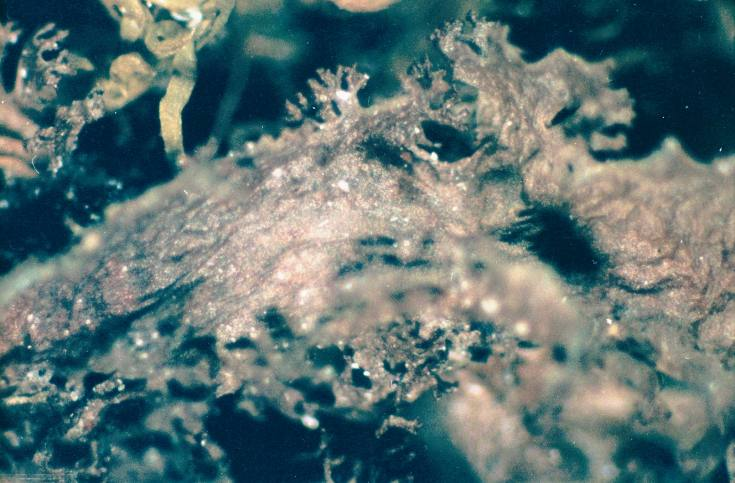
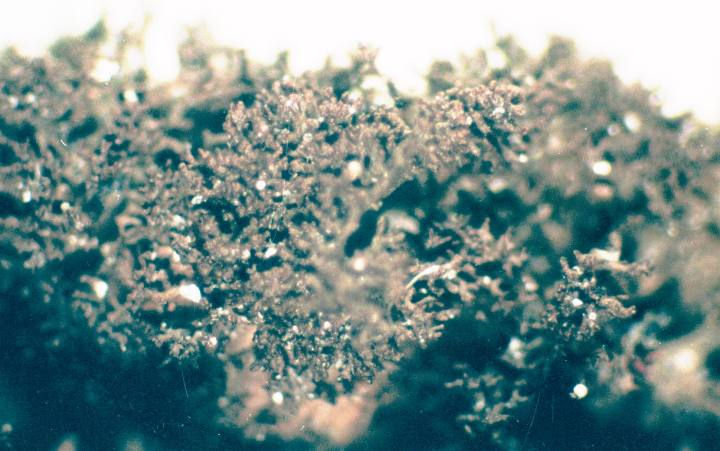
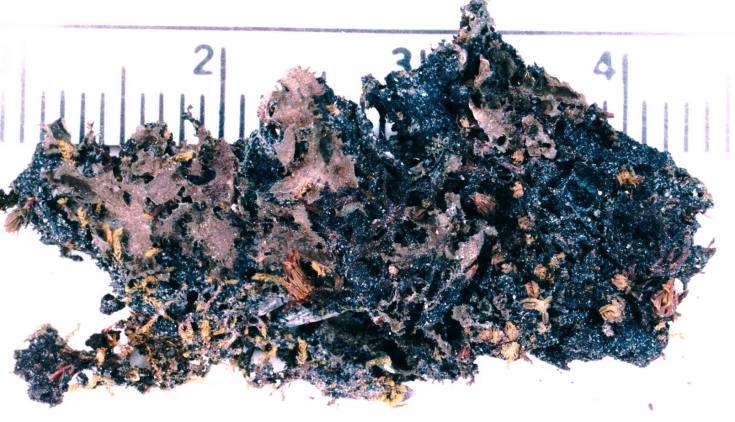